# Álbum filatélico

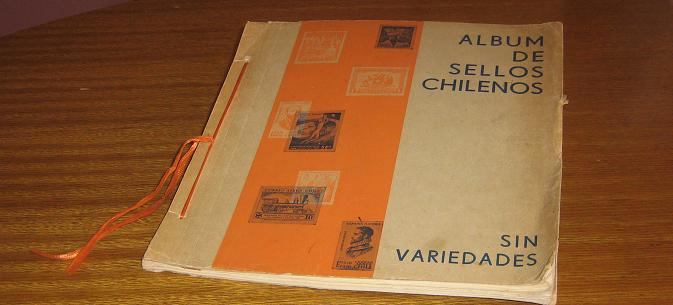

El álbum filatélico es el lugar donde los filatelistas guardan las estampillas o sellos postales. 
El álbum más conveniente para iniciar una colección de este tipo, es el llamado clasificador. Tiene una cantidad de hojas (generalmente no más de 10) rígidas con bandas plásticas, dentro de las cuales se colocan las estampillas. 
La ventaja de este tipo de álbumes es que permiten mover y cambiar de posición fácilmente las estampillas, sin dañarlas. Eso es útil, cuando todavía no se sabe cómo se quiere ordenar la colección.
Los álbumes comerciales son específicos de cada país y tienen en las hojas un recuadro o lugar destinado a cada estampilla que haya emitido dicho país. Esto tiene cierta rigidez, ya que no permite agregar diferentes variaciones. Otros, más flexibles, son sólo una hoja cuadriculada que permite acomodar las estampillas a gusto del coleccionista. Los álbumes filatélicos españoles suelen tener 15 anillas, pero no todos son compatibles. Unos son más anchos que otros. Cada año se van publicando la Hojas en los llamados 'suplementos'. Se venden montadas (con el filoestuche incorporado) o sin él. Se pueden distinguir entre las marcas que añaden información cultural de cada sello y los que dan prioridad al espacio e intentan aprovechar el papel. Entre los primeros destacan las marcas: Torres, Olegario y FM. De los segundos citaremos a: Edifil, Manfil, Filabo, Philos...etc. Entre las foráneas destacan: Lindner y Leuchtturm.  
Con la aparición de las nuevas tecnologías han aparecido programas que permiten al usuario diseñar las hojas del álbum filatélico a su gusto e imprimirlas en casa, o sitios que permiten descargar hojas ya creadas e imprimirlas.
Así se consigue personalizar el álbum o añadir datos de interés.  
- Datos: Q914881
- Multimedia: Stamp albums / Q914881